# Armoiries de la république fédérative socialiste de Yougoslavie

Armoiries de la RFS de Yougoslavie.

Les armoiries de la république fédérative socialiste de Yougoslavie ont été adoptées lorsque ce pays aujourd'hui disparu est devenu un État communiste en 1945 et furent abandonnées en 1992, date où la nouvelle constitution abandonna toute référence au socialisme.

## Description
Les deux gerbes de blé symbolisent l'agriculture. Elles sont surmontées de l'étoile rouge, symbole universel du communisme. Les six torches symbolisent les six républiques socialistes de la fédération. Enfin, l'inscription située sous les torches (29 novembre 1943) rappelle la date où l'AVNOJ tînt sa deuxième session à Jajce (Bosnie-Herzégovine) et établit un programme politique, impliquant la création d'un État fédéral et communiste yougoslave : la fédération démocratique de Yougoslavie (cet État devint officiellement communiste en 1945).